# Sash!
Sash! è un progetto musicale tedesco di genere eurodance, esistente a partire dal 1995. Il membro principale è il DJ Sascha Lappessen, che compare anche nei video musicali, ed è affiancato da Ralf Kappmeier e Thomas "Alisson" Lüdke. Hanno venduto oltre ventidue milioni di copie nel mondo. Nel corso della carriera il progetto ha pubblicato vari successi tra cui Encore une fois, Ecuador e Stay, tutti pubblicati nel 1997. 
Cantano anche in spagnolo (Ecuador) e in italiano (La primavera). 

## Discografia

### Album
- 1997 – It's My Life
- 1998 – Life Goes On
- 2000 – Trilenium
- 2000 – Best of - Encore Une Fois
- 2002 – S4! SASH!
- 2007 – 10th Anniversary Spanish Edition
- 2008 – Best Of (10th Anniversary) Uk Edition

### Singoli
- 1995 – It's My Life
- 1996 – Encore une fois
- 1997 – Ecuador (feat. Rodriguez)
- 1997 – Stay (feat. La Trec)
- 1998 – La primavera
- 1998 – Mysterious Times (feat. Tina Cousins)
- 1998 – Move Mania (feat. Shannon)
- 1999 – Colour The World (feat. Dr. Alban)
- 1999 – Adelante
- 2000 – Just Around The Hill (feat. Tina Cousins)
- 2000 – With My Own Eyes (feat. Inka)
- 2000 – Together Again
- 2002 – Ganbareh
- 2002 – Run (feat. Boy George)
- 2003 – I Believe (feat. T.J. Davis)
- 2007 – Ecuador Reloaded 2007
- 2008 – Raindrops (Encore Une Fois Pt. II) (feat. Stunt)
- 2015 – Ecuador (feat. Olly James)